# Abutilon mucronatum
Abutilon mucronatum är en malvaväxtart som beskrevs av J.E. Fryxell. Abutilon mucronatum ingår i släktet klockmalvor, och familjen malvaväxter. Inga underarter finns listade i Catalogue of Life.